# Borges: homenaje en el centenario de su natalicio
Borges: homenaje en el centenario de su natalicio es el décimo octavo álbum de Arturo Meza, lanzado en 1999.

## Lista de canciones
Las canciones son musicalizaciones de poemas de Jorge Luis Borges.
1. "El poeta declara su nombradía", forma parte del poemario "El otro, el mismo"
2. "Adam Cast Fort"
3. "Poema de los dones", forma parte del poemario "El otro, el mismo"
4. "Everness"
5. "Límites"

## Datos técnicos

### Grabación
- Ing. Jesús González Martín de "El poeta declara su nombradía" e inserción y remasterización de la voz de Borges en 1999.
- ng. Gabriel Hernández Contreras, de la música de "Poema de los dones" en 1992.

### Músicos
- Arturo Meza: voz, instrumentos y sintetizadores
- Marisa De Lille: voz en "Everness"
- José Luis Fernández Ledezma: sintetizadores de cuerdas y clavecín en "Poema de los dones"

- Datos: Q5732166